# あたらしい日々 (PUFFYの曲)
「あたらしい日々」（あたらしいひび）は、PUFFYの13枚目のシングル。2001年4月25日発売。発売元はエピックレコードジャパン。

## 解説
- サントリー「ビックル」CMソング
- 「たららん」以来のアンディ・スターマープロデュース。
- 「LOVE SO PURE」は、アルバム『SPIKE』収録曲「すみれ」の英語ヴァージョン。
- 「ともだち」は、カップリングながらファン投票によるベスト盤『Hit&Fun』に収録された。

## トラック
1. あたらしい日々 [3:31]
作詞：PUFFY、作曲・編曲：Andy STURMER
2. ともだち [4:38]
作詞：PUFFY、作曲・編曲：Andy STURMER
3. LOVE SO PURE [4:00]
作詞・作曲・編曲：Andy STURMER
4. あたらしい日々（オリジナル・カラオケ） [3:32]

## 楽曲の収録アルバム
- NICE.（#1）
- Hit&Fun（#2）